# Авліта (морський вантажний термінал)
Авлі́та — вантажний термінал ЗАТ «Стивідорна компанія «Авліта» в Доковій бухті (Севастополь). Поштова та юридична адреса: 99016, Україна, Севастополь, вул. Приморська, 2г. Названо на честь порту князівства Феодоро, що існував у Севастопольській бухті в середньовіччі.
Входить до складу Севастопольського морського заводу[джерело?]. Авліта має у своєму розпорядженні:
- два глибоководні причали довжиною 260 і 240 м, глибина біля межі 9,5 і 8 м, відповідно, обладнані під'їзними залізничними шляхами і портальними кранами;
- 23 причальні крани;
- плавучий кран вантажопідйомністю 100 тонн;
- склади: відкриті — 20 000 м², криті — 1 200 м²[2]

Авліта, в основному, обробляє метал і оперує зерновим терміналом. Елеватор порту має місткість 100 тисяч тонн одноразового зберігання, що дозволяє перевалювати 2 млн тонн зерна на рік. Порт приймає зерно з автомобільного та залізничного транспорту.
Глибина біля причалу дозволяє приймати судна дедвейтом 60 тисяч тонн. У 2007 році підприємство почало роботи з поглиблення акваторії, щоб стати найглибоководнішим портом України.